# Mischotetrastichus nadezhdae
Mischotetrastichus nadezhdae är en stekelart som först beskrevs av Kostjukov 1977.  Mischotetrastichus nadezhdae ingår i släktet Mischotetrastichus och familjen finglanssteklar. Inga underarter finns listade i Catalogue of Life.